# Барруш, Руй
Руй Жил Соа́риш ди Ба́рруш, Гил Суареш Барруш Руй (порт. Rui Gil Soares de Barros; 24 ноября 1965, Паредеш) — португальский футболист, атакующий полузащитник. Ныне является тренером.

## Карьера
Руй Барруш начал карьеру в клубе «Спортинг» (Ковильян). Оттуда он перешёл в клуб второго дивизиона чемпионата Португалии, «Варзим». С этим клубом Барруш вышел в высший дивизион национального первенства. Тогда же полузащитник дебютировал в сборной страны во встрече с Мальтой 29 марта 1987 года, выйдя на замену во втором тайме. Летом 1987 года Барруш стал игроком «Порту». За один сезон Руй выиграл в составе команды Суперкубок УЕФА, где забил решающий мяч в финале, Межконтинентальный кубок, чемпионат и Кубок страны. В матчах национального первенства он забил 12 голов, а по окончании сезона был признан лучшим игроком страны.
22 июля 1988 года Руй Барруш перешёл в итальянский «Ювентус». В клубе футболист стал на позицию треквартисты, не имея чёткого положения на поле. В первом же сезоне португалец забил 15 голов, став лучшим бомбардиром команды. Во втором сезоне в клубе он помог команде выиграть Кубок Италии и Кубок УЕФА. Из рядов «ювентини» Барруша вынудил уйти приход на пост главного тренера команды Луиджи Майфреди, который решил полностью изменить состав «бьянконери».
В 1990 году Барруш перешёл в «Монако», куда его пригласил Арсен Венгер. Там португалец составил дуэт нападения вместе с Джорджем Веа. В первом же сезоне футболист выиграл с командой Кубок Франции, а на следующий год дошёл до финала Кубка Кубков, но там его команда проиграла бременскому «Вердеру». В 1993 году Руй подписал контракт с другим французским клубом, марсельским «Олимпиком». Клуб занял в чемпионате второе место, но из-за коррупционного скандала был отправлен во второй дивизион, после чего большинство футболистов покинули Марсель.
Барруш вернулся в «Порту». Там футболист провёл 6 сезонов, в пяти из которых был игроком основного состава команды. Он выиграл с клубом 5 чемпионатов страны, 2 Кубка и 3 Суперкубка Португалии. Полузащитник в тот период играл за сборную, был лидером команды, однако на крупные турниры не попадал. Последний матч в форме национальной команды он провёл 14 декабря 1996 года с Германией (0:0). В июне 2000 года Барруш завершил карьеру футболиста.
После завершения карьеры игрока, Барруш остался в «Порту» в качестве менеджера. Летом 2005 года голландец Ко Адриансе пригласил его на должность своего помощника. А после его ухода даже дважды в товарищеских играх являлся исполняющим обязанности главного тренера команды и 16 августа 2006 года в том же качестве привёл клуб к победе в Суперкубке Португалии. Несмотря на это достижение через несколько недель на пост главного тренера был назначен Жезуалду Феррейра, а Руй стал его помощником и в этом статусе помог клубу выиграть три подряд чемпионата, а также два Кубка и Суперкубок Португалии.

## Достижения

### Командные
- Обладатель Суперкубка УЕФА: 1987
- Обладатель Межконтинентального кубка: 1987
- Чемпион Португалии: 1988, 1995, 1996, 1997, 1998, 1999
- Обладатель Кубка Португалии: 1988, 1998, 2000
- Обладатель Суперкубка Португалии: 1995, 1996, 1998, 1999
- Обладатель Кубка Италии: 1990
- Обладатель Кубка УЕФА: 1990
- Обладатель Кубка Франции: 1991

### Личные
- Футболист года в Португалии: 1988